# Sevilla–Huelva-vasútvonal
A Sevilla–Huelva-vasútvonal egy 1668 mm-es nyomtávolságú, 3000 V egyenárammal villamosított, 110,7 km hosszúságú vasútvonal Spanyolországban Sevilla és Huelva között.
Tulajdonosa az ADIF, a járatokat az RENFE üzemelteti.

## A vasútvonal
Az eredeti vasútvonal 1880. március 15-én nyílt meg. 1974-ben a vonal forgalma jelentősen megnőtt, továbbá még ugyanebben az évben a vonalat 3000 V egyenárammal villamosították.
2018 végéig a történelmi Huelva-Terminus állomás jelentette a vonal végét. 2018-ban az állomást bezárták, helyét Estación de Huelva vette át.